# Kościół Świętego Marcina w Odolanowie
Kościół Świętego Marcina w Odolanowie – rzymskokatolicki kościół parafialny w mieście Odolanów. Mieści się przy Rynku. Należy do dekanatu Odolanów.

## Historia
Budowla powstała w latach 1794–1796. Inicjatorem budowy był proboszcz Andrzej Gomoliński, po uzyskaniu wsparcia ze strony fundatorki, księżnej Eleonory Sułkowskiej, starościny odolanowskiej. Projektantem i budowniczym był kolski architekt Franciszek Jakubowski. Była to świątynia o jednej nawie, reprezentująca styl późnobarokowy. W XIX wieku okazało się, że świątynia jest za mała dla parafian. W związku z tym proboszcz odolanowski Walenty Grośta postanowił rozbudować kościół. Prace trwały w latach 1912–1913 według projektu architekta z Poznania, Rogera Sławskiego. Powstał budynek o trzech nawach, z dwoma kruchtami i dwiema zakrystiami.

## Wyposażenie

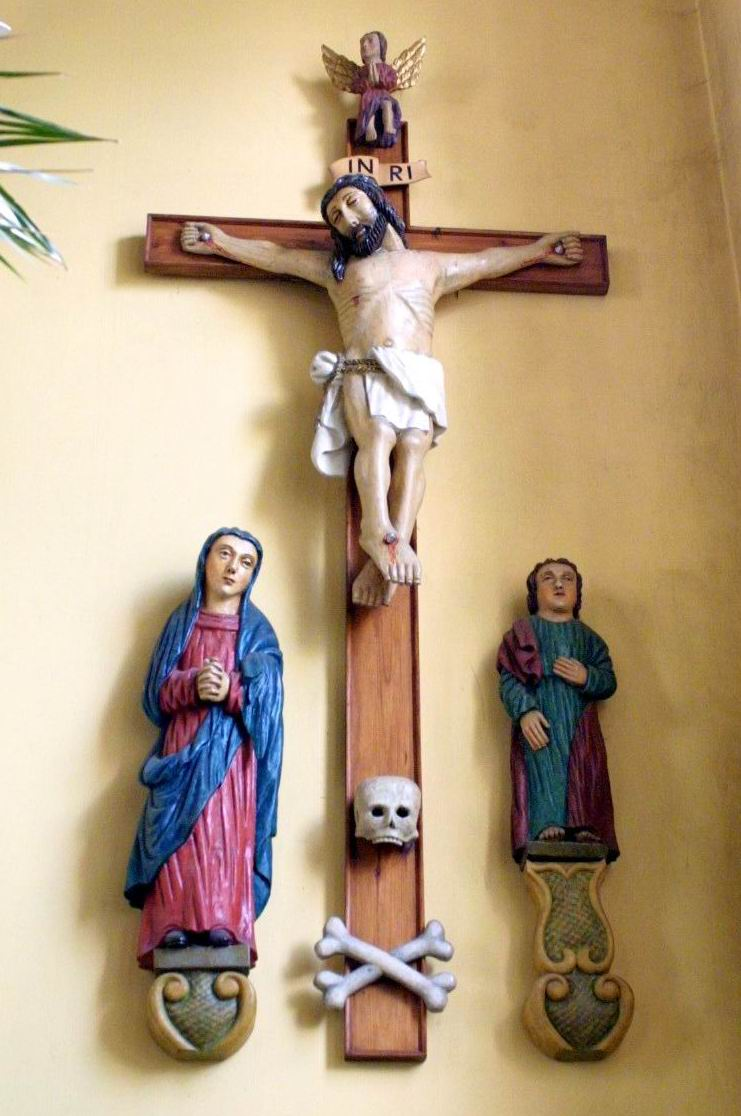
Grupa Ukrzyżowania autorstwa Pawła Brylińskiego

W ołtarzu głównym mieści się figura św. Marcina oraz posągi bł. Jolanty i bł. Salomei, a także figury św. Piotra i Pawła, przeniesione ze starej budowli. Z kolei prezbiterium starej świątyni to współcześnie kaplica Krzyża, gdzie dekorację tworzą figury z drewna autorstwa Pawła Brylińskiego. W kaplicy mieści się ołtarz z obrazem św. Barbary i czterema rzeźbami z lewej i prawej strony: św. Piotra i Pawła oraz św. Stanisława i Wojciecha.